# Bauernbad

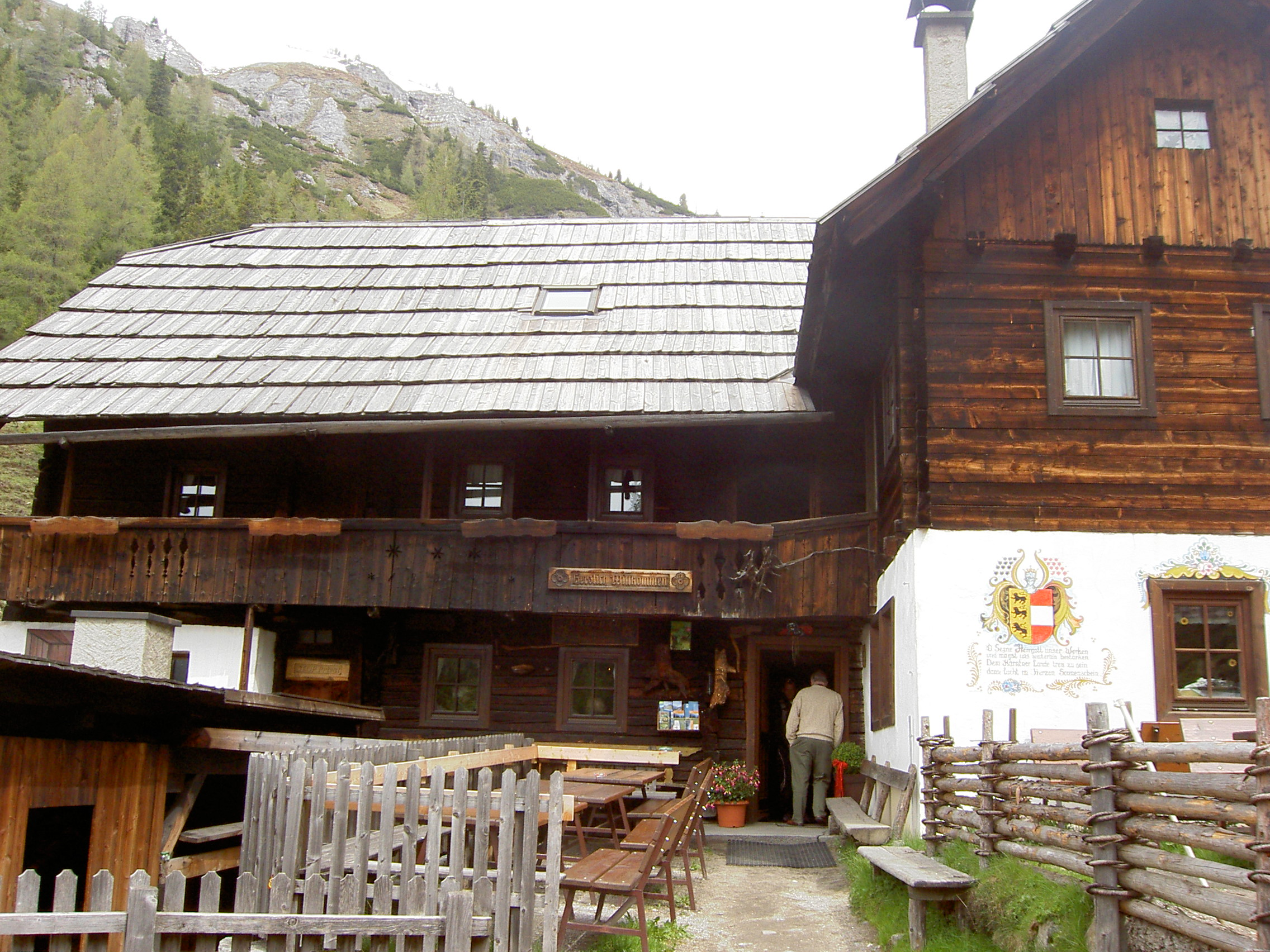
Das Karlbad, ein historisches Bauernbad

Unter Bauernbad versteht man historisch einerseits ein Mineral- oder Schwefelbad mit Beherbergungseinrichtung, andererseits auch die Bauernschwitzstube (Bauernsauna). 

## Entstehung der Bauernbäder
Auch im vorindustriellen Europa war Salz ein Wirtschaftsfaktor. Daher wurde intensiv danach gesucht. Neben Salzvorkommen fand man zusätzliche Mineralquellen, die sich zu den heute bekannten Heilbädern weiterentwickelten. Besonders im 18. Jahrhundert erfuhren diese Bäder einen starken Aufschwung, da sie von der feinen Gesellschaft (Großbürgertum und Adel) positiv aufgenommen wurden. 
Die zu dieser Zeit bestehenden Standesunterschiede verhinderten den Zugang der einfachen Bevölkerung zu diesen Bädern. Auch waren weitere Reisen damals mit hohen Kosten verbunden, die die einfache Bevölkerung nicht aufbringen konnte. Nach den damaligen Maßstäben waren die vornehmen Heilbäder für die einfachen Leute schlicht zu mondän. Es entstanden im 18. Jahrhundert die sogenannten Bauernbäder, vor allem rund um das Wiehengebirge im heutigen Ostwestfalen (Nordrhein-Westfalen), aber auch in Tirol und Kärnten. Zwischen Weser und Wiehengebirge entstanden beispielsweise Bad Oexen, Bad Senkelteich und Bad Randringhausen (heute zu Bünde). Die Bäder verfügten über eine hauseigene Mineral- oder Schwefelquelle, zusätzlich fand sich teilweise Moor, welches therapeutisch genutzt werden konnte. Die Höhenlage sorgte für klare Luft und ein Schon- bzw. Reizklima (je nach Standort).

## Bedeutung für das bäuerliche Leben

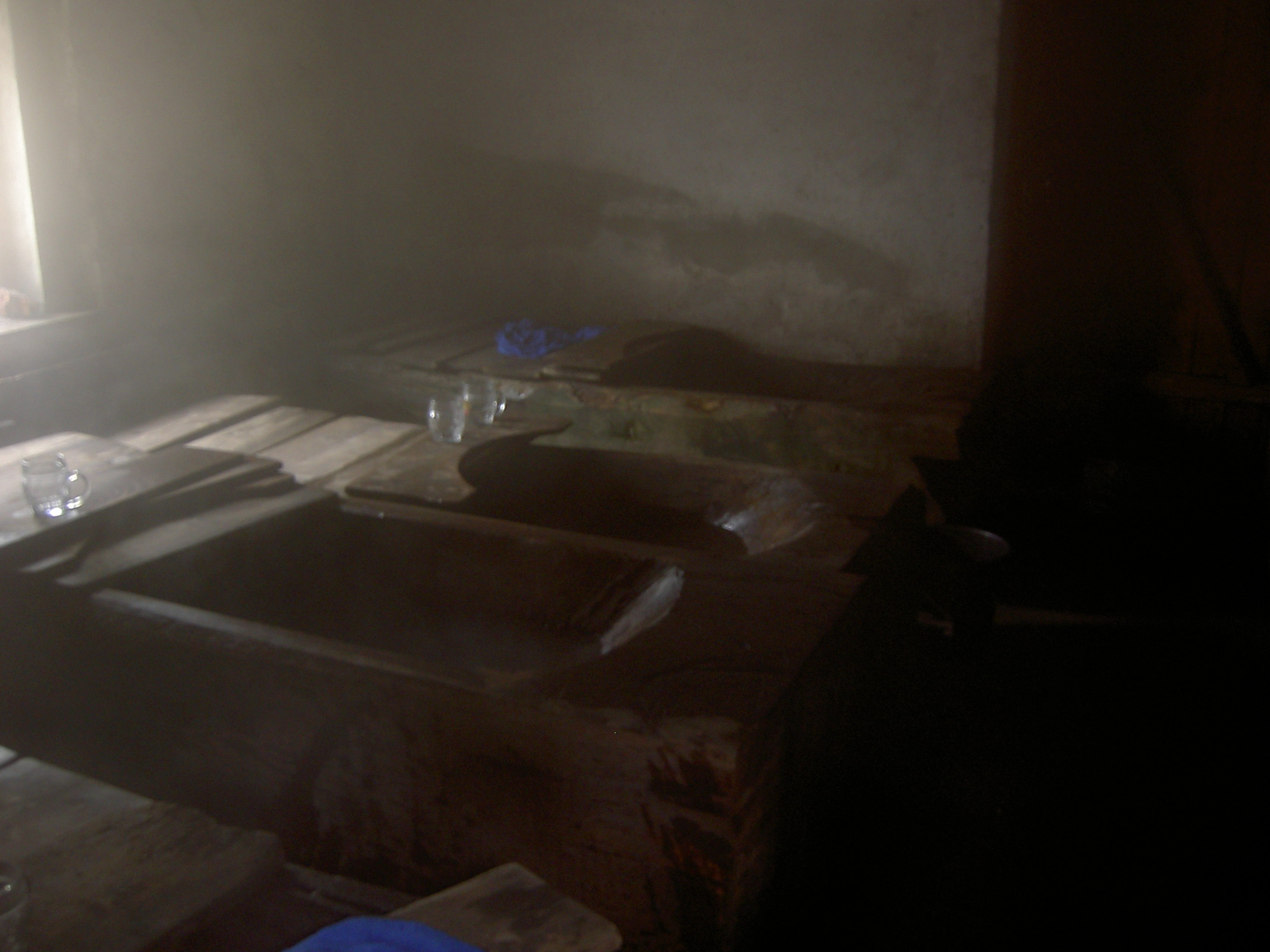
Holzbadewannen aus Lärchenstämmen in der Badestube vom Karlbad

In den Bauernbädern kurierten nicht die Großbürger und Adligen ihre Leiden, sondern die Bauern der Umgebung. Die einheimische Landbevölkerung besuchte die Bauernbäder oft und gerne. Die Bauern kamen oftmals in Gemeinschaft – Bauer, Knecht, Magd –, hauptsächlich aus dem mit dem Pferdefuhrwerk leicht erreichbaren Umkreis. Wer für eine tägliche Badefahrt zu weit entfernt wohnte, konnte für die Dauer der Kur auch an Ort und Stelle logieren, wobei meist nur ein Schlafplatz in Anspruch genommen wurde. Die Menschen erhofften Heilung oder wenigstens Linderung der vorwiegend rheumatischen Beschwerden. Durch zahlreiche Untersuchungen ist heute bekannt, dass der im Bad aufgenommene Schwefel den Zellstoffwechsel anregt, in enzymatische Prozesse eingreift und in organische Substanzen eingebaut wird. Neben Badkuren kommt heute auch Nanoschwefel zum Einsatz. Großeltern nahmen gerne ein oder zwei Enkelkinder mit, weil es denen gut tun sollte, aber auch, um selbst keine Langeweile zu haben. Auf den Schulbesuch wurde damals noch keine Rücksicht genommen. Wer von den im bäuerlichen Arbeitsablauf des Hofes stehenden Eltern eine Badekur nötig hatte, legte diese nach Möglichkeit in den Frühsommer. Wenn die Gemüsegärten eingesät waren und das Heu vom ersten Schnitt eingebracht war, kamen einige ruhigere Wochen im bäuerlichen Betrieb, bis dann um den Jakobi-Tag (25. Juli) die große Arbeits- und Erntezeit begann. Ein weiterer häufiger Zeitpunkt für den Antritt einer Kur war die Zeit nach der Ernte. Es war üblich, in diesen Wochen an die Familie und an die eigenen Wünsche und Bedürfnisse zu denken. Größere Einladungen wurden gegeben und angenommen, Hochzeiten gefeiert und auch ohne unmittelbares Kranksein etwas für die Gesundheit getan. Es gab bäuerliche Eheverträge, in denen mit der Mitgift der Braut der Anspruch auf regelmäßige Badekuren für die zukünftige Bäuerin festgelegt wurde. Die Ansprüche richteten sich dabei nach der Größe des Hofes. Es lag im gemeinsamen Interesse, die Kosten möglichst niedrig zu halten. Man verpflegte sich selbst mit Mitgebrachtem, z. B. Schinken, Würsten, Brot und Butter, auch Grütze und Hülsenfrüchten, die dann selbst zubereitet wurden. Für die Schlafstellen hatte man das eigene Bettzeug bei sich. Man vertraute der heilenden Wirkung der Bäder und freute sich über die Abwechslung von der nüchternen Arbeit und Enge des Alltags. Man lernte neue Menschen kennen und traf alte Bekannte aus früheren gemeinsamen Kuren wieder. Man tauschte sich aus über woher und warum, erzählte einander von Hof, Vieh, Wiesen und Feldern, natürlich auch von Kindern und Mägden.

## Bauernbad als Schwitzbad
Beim Bauernbad als Schwitzbad handelt sich um eine besondere Art der Trockensauna mit dem Ursprung Tirol. Die Besonderheit liegt in der Kombination einer langsam ansteigenden, allmählichen Überwärmung des Körpers mit parallel hierzu aufsteigenden Kräuterdämpfen, die die Atemwege reinigen sollen.